# Olha Hinsburh

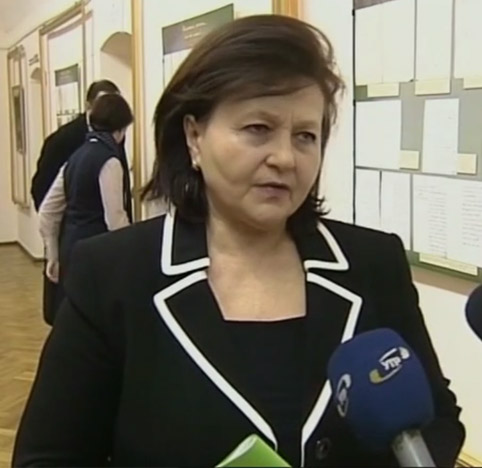
Olha Hinsburh (2014)

Olha Petriwna Hinsburh (ukrainisch Ольга Петрівна Гінзбург; * 14. September 1953 in Wyschenky, Ukrainische SSR, Sowjetunion) ist eine ukrainische Archivarin und ehemalige Politikerin (KPU). Sie leitete von 2006 bis 2014 den Staatlichen Archivdienst der Ukraine.

## Berufsweg
Olha Hinsburh wurde am 14. September 1953 in Wyschenky (Вишеньки) im Rajon Nowhorod-Siwerskyj des Oblast Tschernihiw geboren. Sie studierte bis 1972 an der Industriellen und Pädagogischen Hochschule in Konotop und arbeitete als Konstrukteurin im russischen Lichoslawl. Im Jahr 1975 wechselte sie als Konstruktionstechnikerin zur Ventilfabrik in Konotop. Nach dem Abschluss ihres Maschinenbaustudiums an der Polytechnischen Institut Charkiw – Zweigstelle Sumy wurde sie 1981 Konstruktionsingenieurin und später Sekretärin des Parteikomitees der Kommunistischen Partei der Ukraine (KPU). Im Jahr 1998 verließ sie die Fabrik als stellvertretende Direktorin.
Hinsburh wirkte von Oktober 1998 bis Mai 2006 als Volksdeputierte im Werchowna Rada. Von Juli 2005 bis September 2006 war sie zudem Bürgermeisterin von Konotop.
Im September 2006 wurde Hinsburh zur Vorsitzenden des Staatskomitees der Archive der Ukraine ernannt. Im Dezember 2010 wurde die Einrichtung in den Staatlichen Archivdienst der Ukraine überführt, dem sie bis März 2014 vorstand.